# Stora Kjeringa
Stora Kjeringa ist eine Insel im Kvitsøyfjord in der Gemeinde Kvitsøy in der norwegischen Provinz Rogaland.
Die felsige Insel erstreckt sich von Südwesten nach Nordosten über etwa 120 Meter bei einer Breite von bis zu 80 Metern und erreicht eine Höhe von bis zu 10 Metern. Stora Kjeringa ist nur spärlich bewachsen. Südwestlich der Insel liegt in nur etwa 90 Meter Entfernung die größere Insel Eime, dazwischen die kleine Schäreninsel Litla Kjeringa. Nordöstlich befindet sich die Schäre Nodel.
Die Insel gehört zum Naturschutzgebiet Heglane og Eime.